# Mantidactylus cornutus
Mantidactylus cornutus és una espècie de granota de la família dels mantèl·lids endèmica de Madagascar.
Està en perill d'extinció per la pèrdua del seu hàbitat natural.